# Kliniska
Kliniska – stacja kolejowa w Kliniskach Wielkich, w województwie zachodniopomorskim, w Polsce. Według klasyfikacji PKP ma kategorię dworca aglomeracyjnego. Zatrzymują się na niej regionalne pociągi osobowe relacji Szczecin Główny – Świnoujście, Szczecin Główny – Kamień Pomorski oraz Szczecin Główny – Kołobrzeg/Koszalin.

## Ruch pasażerski
| Rok  | Wymiana pasażerska na dobę |
| ---- | -------------------------- |
| 2017 | 100-149                    |
| 2022 | 300-499                    |